# Hugh W. Gordon (schip, 1966)
De Hugh W. Gordon was een pijpenlegger van Brown & Root. Het werd in 1966 bij de RDM gebouwd en kreeg naast de pijpenleginstallatie ook de beschikking over een bok en een Clyde-kraan voor installatiewerk. Het was de eerste pijpenlegger op de Noordzee en op dat moment de grootste ter wereld.
Het kon in 1966 aan de slag bij het leggen van een pijpleiding vanaf het West Sole-veld naar de Engelse kust.